# Norrby stenar
Das Gräberfeld Norrby stenar liegt zwei Kilometer nordöstlich der Stadt Hallsberg, südlich der Straße „Sannahedsvägen“ in der schwedischen Provinz Örebro län.
Von dem vermutlich größeren Gräberfeld haben sich noch Reste erhalten. Neben 15 aufrecht stehenden Einzelsteinen und sechs runden Findlingen finden sich hier vier erhaltene Domarringe aus der germanischen Eisenzeit (etwa 400–550 n. Chr.) Die Durchmesser der Steinkreise liegen zwischen acht und 15 Metern, ein ovaler Domarring misst etwa 16,0 auf 20,0 Meter. Die Steinkreise bestehen aus sieben bis neun Steinen. Zwei Kreise haben jeweils einen Stein verloren. Die einzelnstehenden Steine sind ungleichmäßig über den Fundplatz verteilt, sie gehörten eventuell zu ausgegangenen Domarringen.
Die archäologische Untersuchung ergab, dass es sich bei den Steinkreisen von Norrby stenar durchweg um Markierungen für Brandgräber handelt. Anhand der Grabbeigaben konnten sie in die Eisenzeit datiert werden. 